# خورشیدگرفتگی ۱۰ ژوئن ۲۰۲۱
خورشیدگرفتگی ۱۰ ژوئن ۲۰۲۱ (به انگلیسی: Solar eclipse of June 10, 2021) یک خورشیدگرفتگی از نوع خورشیدگرفتگی حلقه‌ای است. این خورشیدگرفتگی در تاریخ ۱۰ ژوئن ۲۰۲۱ میلادی (‎۲۰ خرداد ۱۴۰۰ خورشیدی) روی داد که زمان اوج آن، ساعت ۱۰:۴۳:۰۷ به‌وقت ساعت هماهنگ جهانی بود. مدت زمان و طول این خورشیدگرفتگی ۳ دقیقه و ۵۱ ثانیه بود.

## تصویر
تصویر متحرک